# 百团大战康家会战斗遗址
百团大战康家会战斗遗址，位于中华人民共和国山西省忻州市静乐县康家会镇康家会村，已列为山西省文物保护单位。

## 保护
2021年8月4日，百团大战康家会战斗遗址由山西省人民政府公布为第六批山西省文物保护单位，编号6-315。